# Mycetophila morosa
Mycetophila morosa är en tvåvingeart som beskrevs av Johannes Winnertz 1863. Mycetophila morosa ingår i släktet Mycetophila och familjen svampmyggor. Enligt den finländska rödlistan är arten nära hotad i Finland. Arten har ej påträffats i Sverige. Artens livsmiljö är naturmoskogar. Inga underarter finns listade i Catalogue of Life.